# Jerzy Salwin
Jerzy Salwin (ur. 24 marca 1952 w Wyszkowie, zm. 10 maja 2009 w Warszawie) – polski siatkarz i trener siatkówki, mistrz Polski ze Stalą Stocznia Szczecin (1985, 1987).

## Kariera sportowa
Jako zawodnik występował w Bugu Wyszków, AZS Siedlce, a podczas studiów w Wyższej Szkole Pedagogicznej w Szczecinie w AZS Szczecin. Następnie był graczem Stali Stocznia Szczecin, z którą debiutował w sezonie 1981/1982 w I lidze. Jako trener wprowadził Stal do ekstraklasy w 1983 i zdobył z nią mistrzostwo Polski w 1985 i 1987, wicemistrzostwo Polski w 1986 oraz brązowy medal w 1984. W 1988 zastąpił go Tadeusz Chojnacki.
W latach 1989–1990 prowadził tunezyjską drużynę Espérance Tunis, następnie powrócił do Polski i pracował jako nauczyciel. Od 1997 trenował I-ligową Legię Warszawa, w trakcie sezonu 1999/2000 zastąpił go Hubert Wagner. W latach 2001–2003 prowadził KS (następnie NKS) Nysa (w marcu 2003, pod koniec sezonu zasadniczego, zastąpił go Sławomir Gerymski). W grudniu 2003 został trenerem Płomienia Sosnowiec i zdobył z nim w 2004 Puchar Polski. Na początku sezonu 2004/2005 prowadził AZS Nysa, ale odszedł w listopadzie 2004, po sześciu porażkach swojego zespołu.